# Myxidium benthophili
Myxidium benthophili is een microscopische parasiet uit de familie Myxidiidae. Myxidium benthophili werd in 1970 beschreven door Naidenova. 